# راجور
راجور (به لاتین: Rajoir) یک منطقهٔ مسکونی در بنگلادش است که در ناحیه مداری‌پور واقع شده‌است. راجور ۲۲۹٫۲۹ کیلومتر مربع مساحت و ۲۰۴٬۳۵۶ نفر جمعیت دارد.